# Karl-Heinz Müller (Politiker, 1918)
Karl-Heinz Müller (* 24. Oktober 1918 in Dresden; † 28. Juli 1987 in Leipzig) war ein deutscher Politiker (SED). Er war von 1970 bis 1986 Oberbürgermeister der Stadt Leipzig.

## Leben
Müller, Handlungsgehilfe von Beruf, war ab 1938 in einer Großhandlung in Dresden angestellt. Bei Ausbruch des Zweiten Weltkrieges wurde er zur Wehrmacht eingezogen.
Nach der Entlassung aus der Kriegsgefangenschaft trat Müller 1946 in die SED ein. Er war am Arbeitsgericht Dresden und im Amt für Arbeit und Berufsberatung beim Rat des Bezirkes Leipzig tätig. Er studierte Rechtswissenschaften und wurde Diplomjurist. Ab 1952 nahm Müller leitende Funktionen beim Rat des Bezirkes Leipzig wahr, unter anderem von 1965 bis 1970 als Vorsitzender des Bezirkswirtschaftsrates. Gleichzeitig war er Mitglied des Büros bzw. des Sekretariats der SED-Bezirksleitung. Bis Februar 1986 blieb er Mitglied der SED-Bezirksleitung. Ab 1967 war er Abgeordneter des Bezirkstages Leipzig.

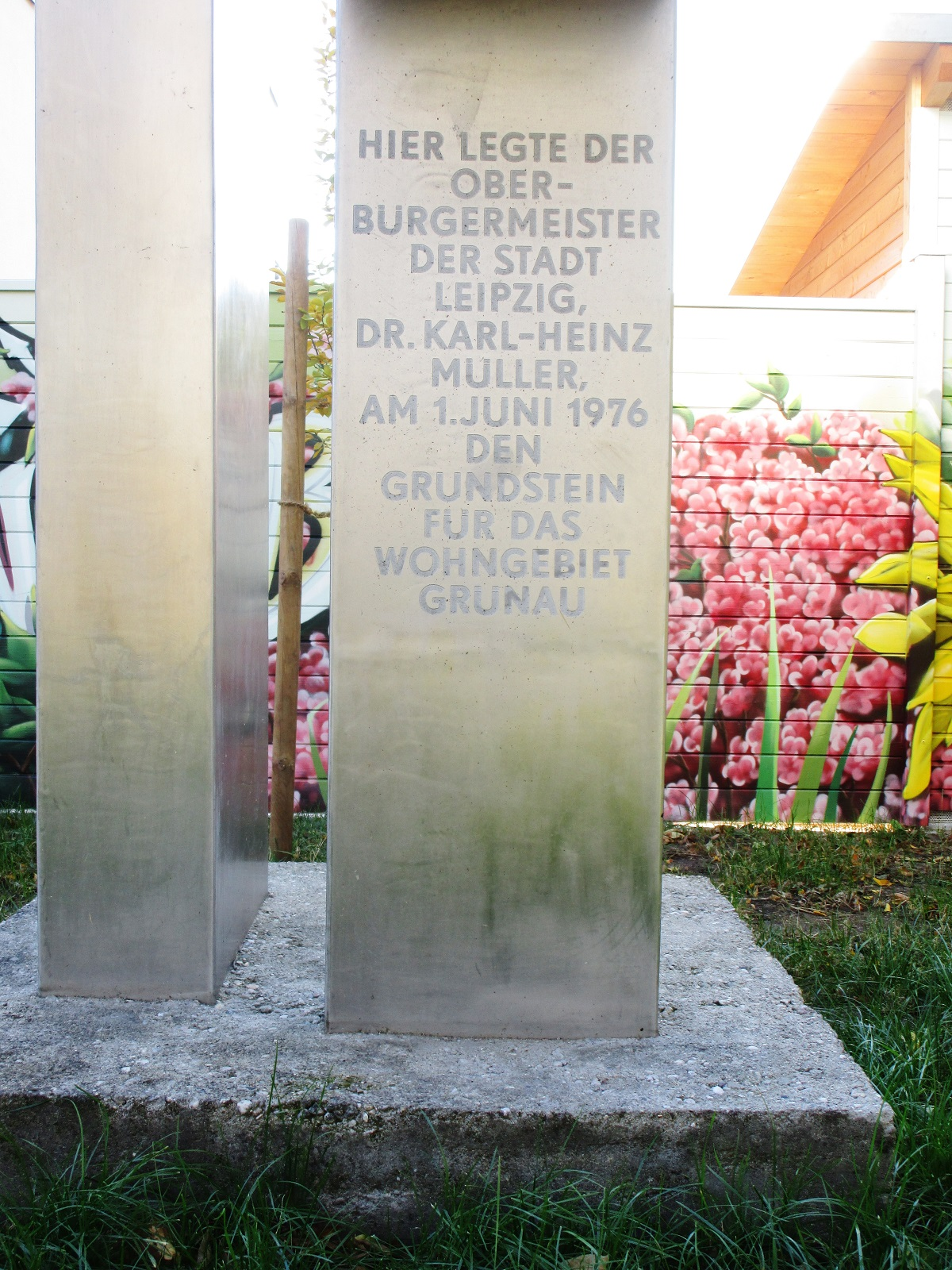
Die Inschrift erinnert an die Grundsteinlegung für das Wohngebiet Leipzig-Grünau im Jahre 1976.

1965 wurde Müller an der Karl-Marx-Universität Leipzig mit der Untersuchung „Die Sicherung des rationellsten Einsatzes der Arbeitskräfte im territorialen Zuständigkeitsbereich der örtlichen Organe der Staatsmacht durch die Weiterentwicklung der Aufgaben, Stellung und Arbeitsweise der Ämter für Arbeit und Berufsberatung im neuen ökonomischen System der Planung und Leitung der Volkswirtschaft“ zum Dr. rer. oec. promoviert.
Am 16. April 1970 trat Müller als Nachfolger von Walter Kresse das Amt des Leipziger Oberbürgermeisters an. In seine fast 16-jährige Amtszeit fielen die Grundsteinlegung für das bis dahin größte Neubaugebiet der DDR in Grünau (1976), die Umgestaltung der Inneren Westvorstadt und des Stadtteils Leutzsch sowie die Eröffnung des Neuen Gewandhauses und des Universitätsneubaus (1981). Er war von 1970 bis 18. Januar 1986 Mitglied des Sekretariats der SED-Stadtleitung Leipzig.
Zum 20. Januar 1986 schied Müller aus dem Amt des Oberbürgermeisters aus, das daraufhin von Bernd Seidel übernommen wurde.

## Auszeichnungen
- 1968 Vaterländischer Verdienstorden in Bronze, 1974 in Silber und 1979 in Gold
- 1979 Wilhelm-Bracke-Medaille in Gold
- Ehrensenator der Universität Leipzig
- Orden der Jugoslawischen Fahne (3. Klasse)[1]
- Medaille Zum 1500-jährigen Jubiläum Kiews[2]